# La Seo
Kathedraal La Seo (Spaans:Catedral del Salvador) is een rooms-katholieke kathedraal in de Spaanse stad Zaragoza. De kathedraal is gelegen aan de Plaza de la Seo op korte afstand van de basiliek El Pilar.
La Seo is een van de objecten van de werelderfgoedinschrijving Mudéjararchitectuur van Aragón.

## Geschiedenis

### Origine
De locatie van de La Seo is op de plaats van het oude Romeinse forum (marktplein). Het forum van Caesaraugusta was gelegen aan de Ebro, nabij de haven. Het forum was het commerciële centrum van de stad en de plaats waar de belangrijkste tempel stond. Het museum van het forum staat aan de Plaza del Pilar, tegenover de voorgevel van de kathedraal.

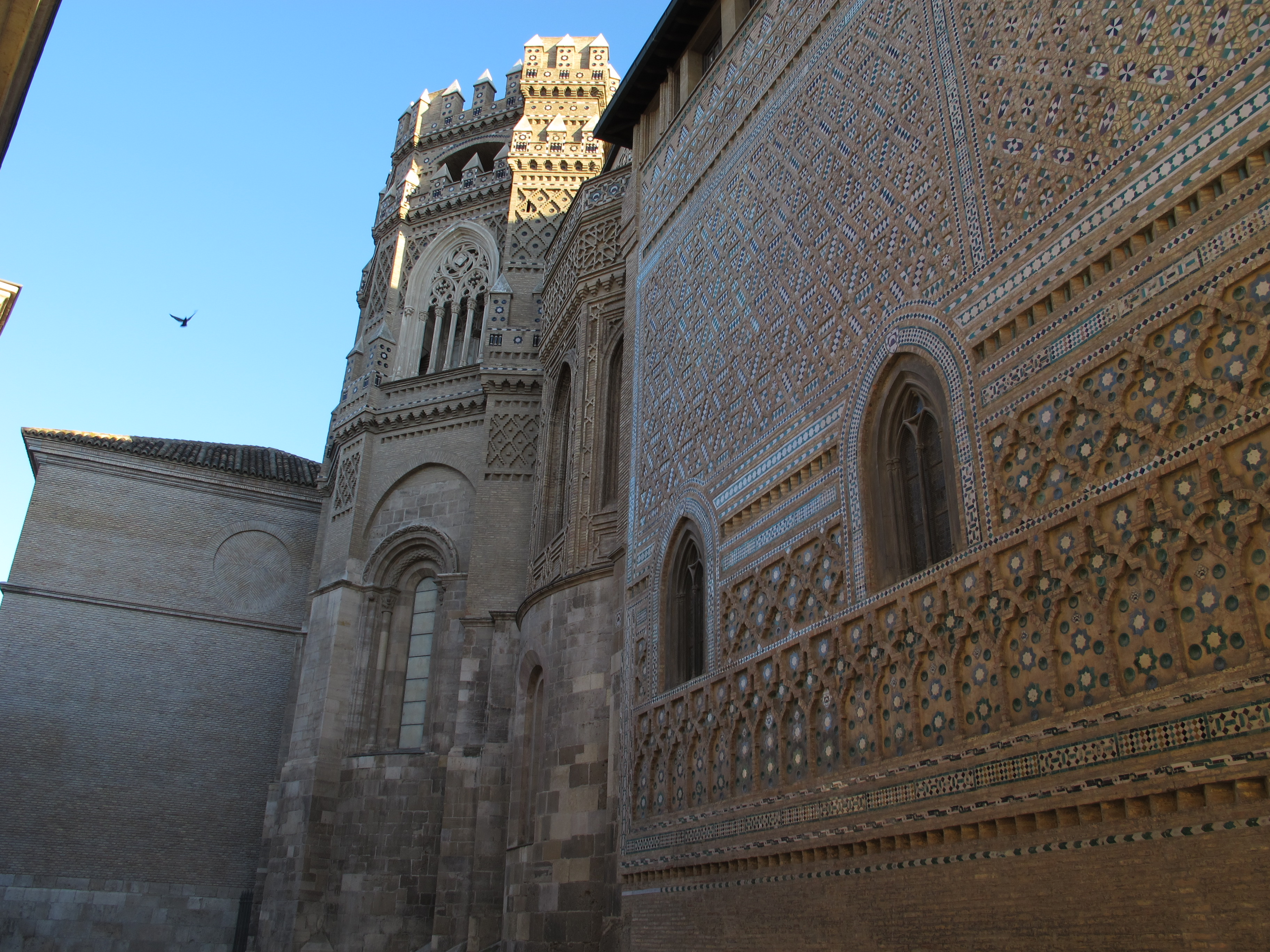
Romaanse apsis en deel van de Parroquieta-muur

### De moskee
Hanas ben Abdallah as San'ani (? - 718), een discipel van iemand uit de kring rond Mohammed, liet volgens al-Humauydí (1029–1095) een moskee bouwen in Saraqusta al Baida (Zaragoza la Blanca). Deze moskee was zeker een van de oudsten in Al-Andalus. Tijdens de restauratie van 1999 werden overblijfselen ervan gevonden, zoals de indruk van de minaret op de buitenmuur, en de vloer van de oude structuur. De ingang werd gelokaliseerd op dezelfde plaats als die van de huidige kathedraal.
Toen in 1118 Alfons I van Aragón in Zaragoza aankwam liet hij niet direct de moskee afbreken. Hij gaf de moslims een jaar de tijd om te vertrekken. Op 4 oktober 1121 werd het gebouwd gewijd onder de naam San Salvador, en werden noodzakelijke renovaties uitgevoerd om het gebouw voor christelijke doelen te gebruiken.

### Romaanse kathedraal
De afbraak van de moskee en de bouw van de laat-Romaanse kathedraal begon in 1140. De nieuwe kerk, bestaande uit een schip met drie beuken en een transept eindigend in twee apsiden, leek op de kathedraal van Jaca. Behalve het kerkgebouw was er een archief, een refter, een verpleegafdeling en twee kloosters. Uit deze periode is het lagere gedeelte van de apsiden bewaard gebleven. De bouw van de kathedraal ging de gehele 13e eeuw door. 
Vanaf 1204 tot de 15e eeuw werden alle Aragonese koningen in deze kerk gekroond, op grond van een privilege toegekend door paus Innocentius III. De laatste koning die in La Seo werd gekroond, was Keizer Karel V in 1518. Latere koningen legden er slechts een eed af. In de kathedraal werden ook koninklijke bruiloften, doopplechtigheden en begrafenissen uitgevoerd.

### Gotische-Mudéjar kathedraal

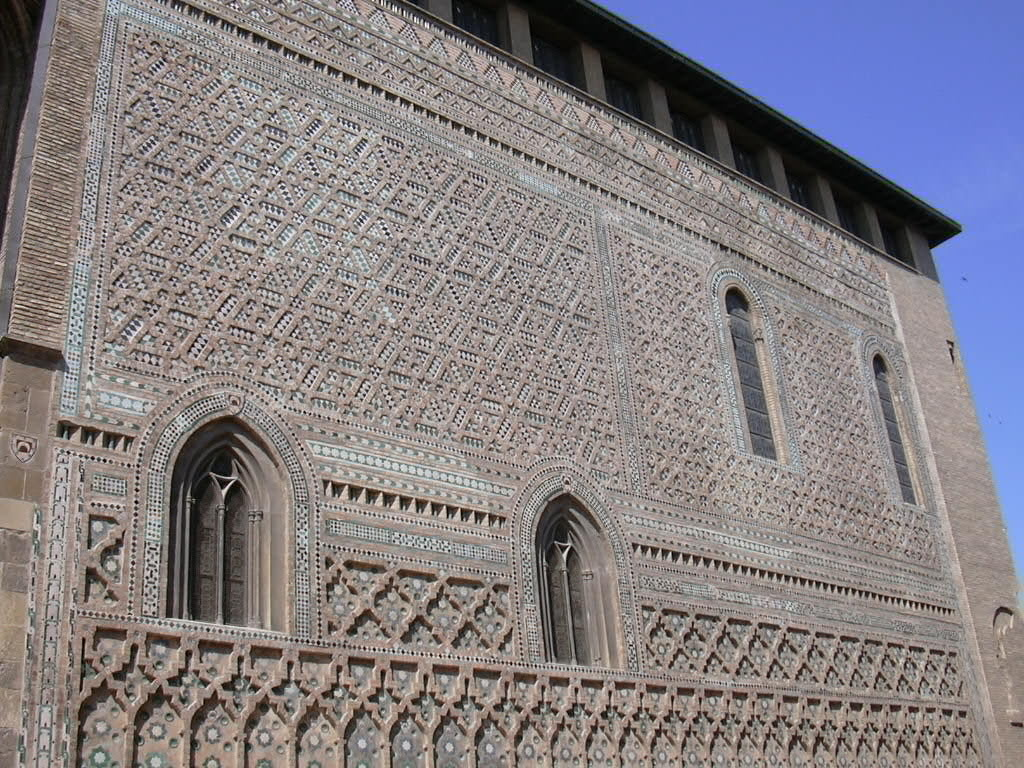
Muur van de Parroquieta met geometrische figuren

In 1318 stichtte paus Johannes XXII het Aartsbisdom Zaragoza, waardoor het onafhankelijk werd van Tarragona. Onder aartsbisschop Pedro López de Luna (1317–1345) werd een gotische kerk met drie beuken gebouwd, de Romaanse apsiden bleven behouden. De middenbeuk werd hoger gemaakt dan de zijbeuken, zodat er ramen in konden worden gemaakt die vanaf 1447 werden voorzien van gekleurd glas. Vanaf 1346 werd een koepel in Mudéjar-stijl gemaakt om licht tot het altaar toe te laten. Dit werk was klaar in 1376, toen Don Lope Fernández de Luna aartsbisschop was. Het resultaat was een ruime, goed verlichte gotische kathedraal.
In 1360 werd de voorgevel gerenoveerd en de Parroquieta-kapel gebouwd, alles in Mudéjar-stijl. De kapel is behouden gebleven. Deze was gebouwd als een aparte kapel binnen het gebouw, door de aartsbisschop ontworpen als kapel voor begrafenissen. De constructie van de Parroquieta-kapel in gotische-Mudéjar stijl is een voorbeeld van het werk van Aragonese vakmensen en bouwlieden uit Sevilla, die de buitenmuur van geometrische figuren hebben voorzien, gemaakt van gladde baksteen en geglazuurde keramiek. In het interieur is de onderkant van het dak bekleed met hout.

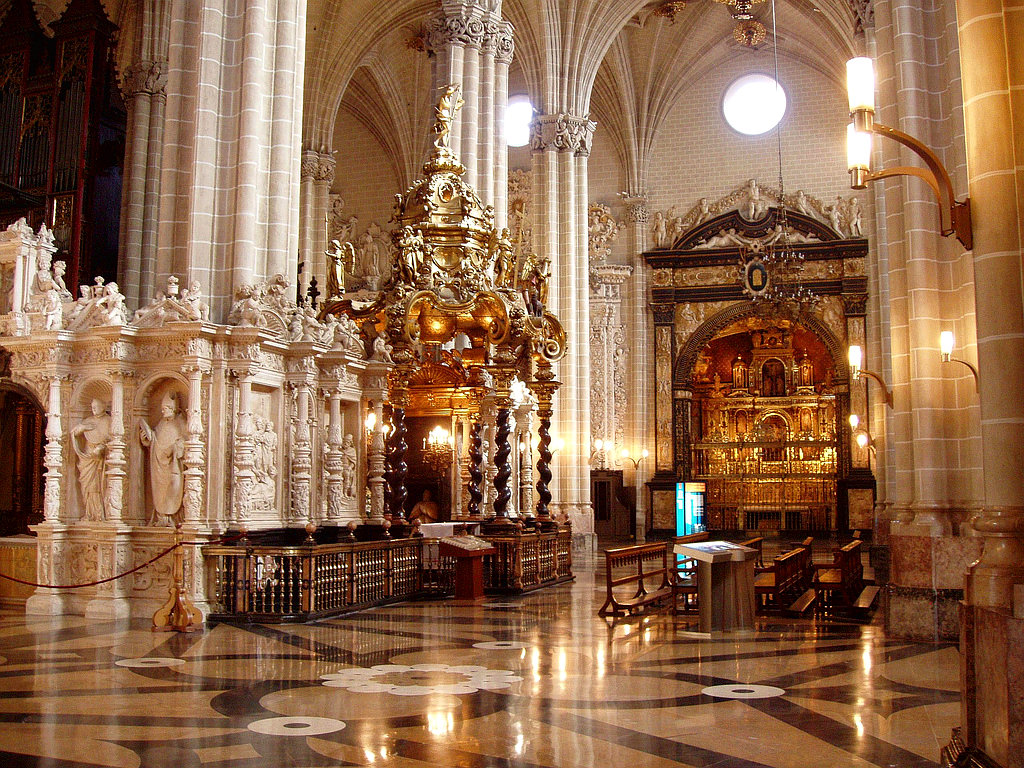
16e-eeuwse kapel van de aartsengelen Michael, Rafael en Gabriël, gefinancierd door Gabriel Zaporta

### Renaissance
In 1403 bleek de koepel dermate bouwvallig, dat tegenpaus Benedictus XIII, van geboorte Aragonees, het initiatief nam voor een reconstructie. De Romaanse apsiden werden verhoogd, twee torens aan de zijkanten ervan werden toegevoegd, en er werd een nieuwe koepel gebouwd in de vorm van een pauselijke Tiara.  Decoraties werden uitgevoerd door de meester Mohammed Rami. De kerk kan bezocht zijn door Benedictus III tijdens zijn bezoek aan de stad in 1410. 
Het belangrijkste altaarstuk werd geplaatst tijdens de periode van aartsbisschop Don Dalmau de Mur y Cervelló (1431–1456). Deze richtte zich vooral op de verfraaiing van het interieur, waaronder het priesterkoor en kleinere vertrekken.

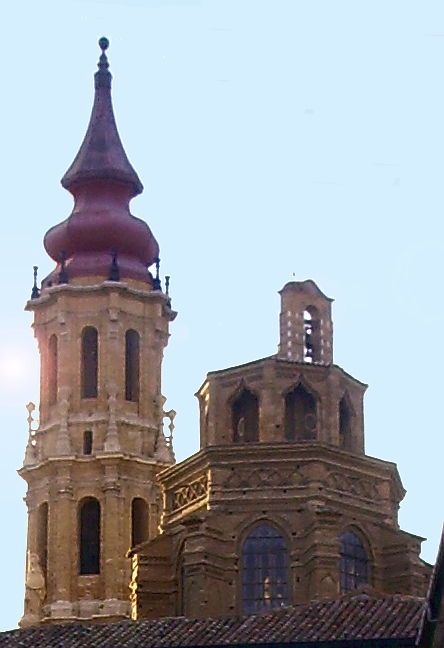
Toren en koepel

Op 14 september 1485 werd Pedro de Arbués, hoofdinquisiteur van Aragón, in de kathedraal vermoord terwijl hij zat te bidden met een helm op en maliënkolder aan. Dit was een gevolg van het slecht vallen van de inquisitie in Aragón, waar het gezien werd als een aanval van de Kroon op hun plaatselijke gewoonten en privileges. Het leek erop dat enkele van de invloedrijkste families onder de bekeerde Joden, zelf vaak slachtoffer van de inquisitie, betrokken waren bij de moord. Als gevolg daarvan kwam er een volksopstand tegen de Joden. Er werden 9 van hen geëxecuteerd, twee pleegden zelfmoord, 13 eindigden op de brandstapel en vier werden veroordeeld voor medeplichtigheid. Dit alles volgens het verslag van Jerónimo Zurita. Pedro de Arbués werd door paus Pius IX in 1867 heilig verklaard; zijn graf bevindt zich in de kathedraal in de kapel van San Pedro Arbués.
In 1498 stortte een pijler van de koepel in. Het was de tweede keer binnen een eeuw, dat de koepel moest worden vervangen. Aartsbisschop Alonso II van Aragon liet in de eerste decennia van de 16e eeuw een nieuwe bouwen.

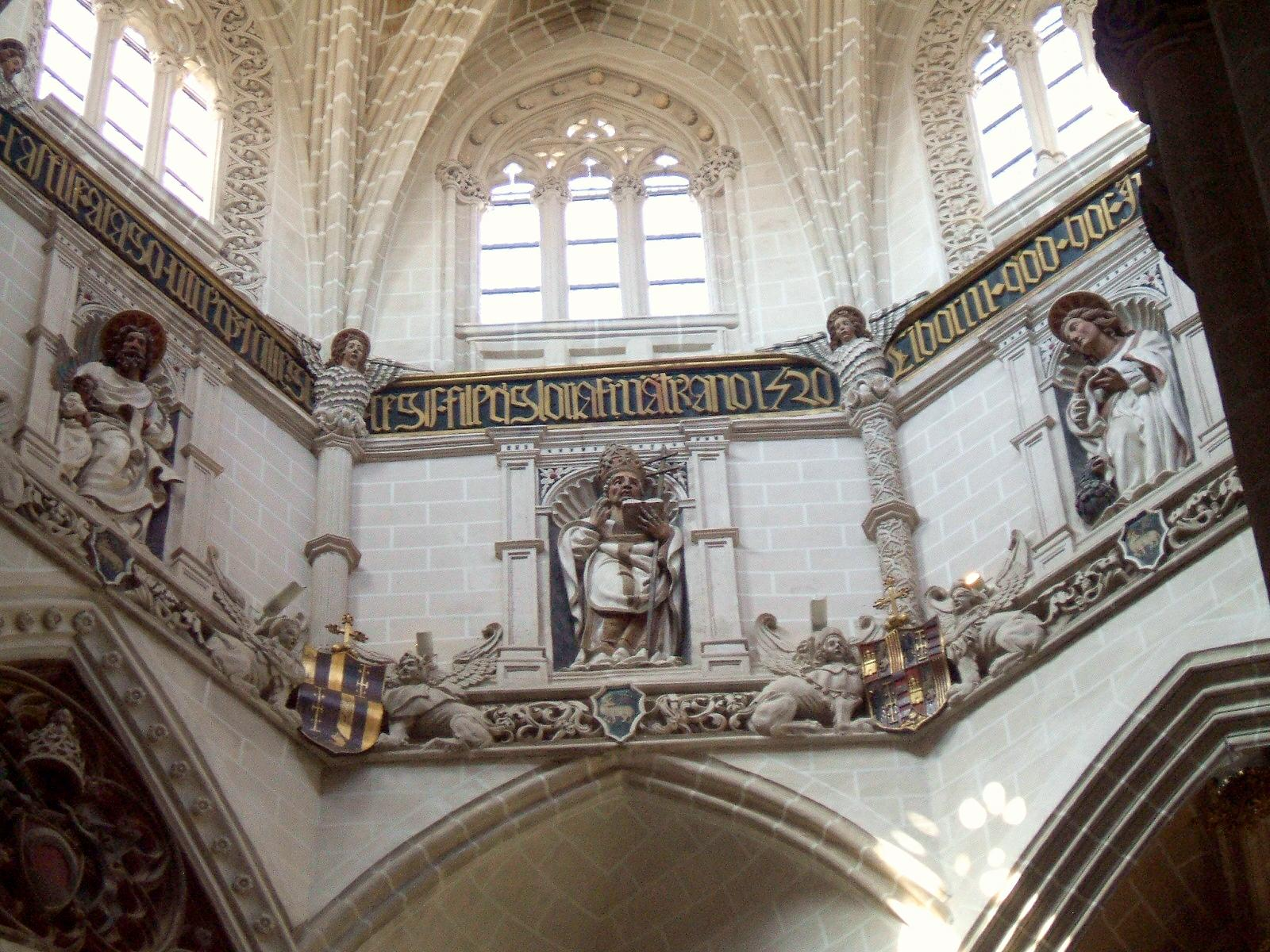
Koepel, interieur

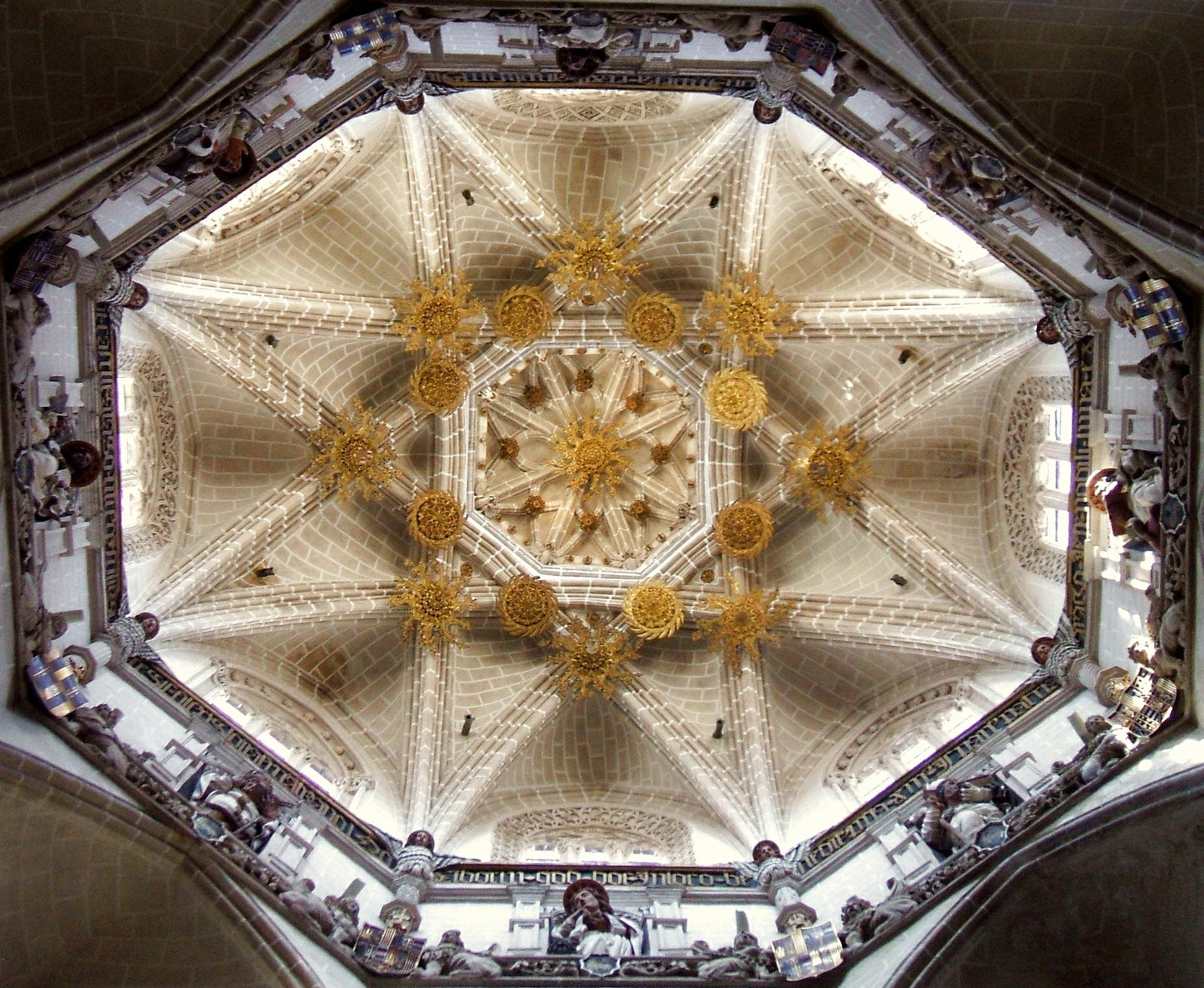
Koepeldak van binnen

### Vanaf de 17e eeuw
In de 17e eeuw werd de oude toren omvergehaald, in 1686 begon de bouw van een nieuwe, ontworpen in Rome door Juan Bautista Contini in barokarchitectuur. De voorgevel werd in de 18e eeuw in Italiaans-barokke stijl gebouwd, met neoklassieke aspecten. 
In de tweede helft van de 20e eeuw werd een grondige renovatie uitgevoerd, die 23 jaar duurde. Het project bestond uit vier fasen:
- 1975 tot 1987: vervangen van zes pilaren van het hoofdschip, renovatie van de daken en glas-in-lood ramen, sloop van aangrenzende gebouwen, archeologische opgravingen.
- 1987 tot 1992: renovatie van de muur van de begrafeniskapel, koepel, en façade.
- 1992 tot 1994: afronden werkzaamheden buitenzijde en opgraven van overblijfselen uit de Romeinse- en moslim-periode.
- 1995 tot 1998: restauratie van de toren, klok, orgel en hoofdaltaar; reinigen en herstel van pleisterwerk.

## Architectuur
La Seo werd gebouwd op de plek van een forum (marktplein) en moskee in de Moorse stad Saraqusta. Delen van de vroegere minaret zijn verwerkt in de huidige toren. De bouw begon in de 12e eeuw in Romaanse stijl, onderging wijzigingen en uitbreidingen tot 1704, toen de spits de barokke toren compleet maakte. De kathedraal is daarom een mix van stijlen, van de Romaanse apsiden (12e eeuw), daarna de Mudéjar en de gotische stijl, tot de barokke toren en neoklassieke hoofdingang uit de 18e eeuw. De kathedraal als geheel is min of meer vierkant en heeft dus niet de vorm van een kruiskerk.
Van de diverse stijlen waaruit de kerk is samengesteld, zijn de belangrijkste elementen:
- Romaanse architectuur: de buitenkant en het laagste deel van de apsiden. Het Romaanse deel van het interieur van de apsis is er nog, maar gaat schuil achter het gotische altaarstuk. In de sacristie de "olifanten" door Gaston IV van Béarn, gemaakt in de 11e eeuw van ivoor, en de reliekhouders van Valerius van Zaragoza (patroonheilige van Zaragoza), Vincentius van Zaragoza en Laurentius van Rome, gedoneerd door de tegenpaus Benedictus XIII.
- Gotiek: gemixt met Mudéjar, vooral het bovenste deel van de buitenkant van de apses. De spitsbogen boven de pilaren. Het altaarstuk van geschilderd albast en de koorbanken. Museum met Vlaamse wandtapijten uit de 15e t/m 17e eeuw, een van de grootste collecties ter wereld.
- Mudéjar: buitenzijde van de kerk en de binnenkant van het dak, bekleed met hout.
- Renaissance: de begrafeniskapel, de tombe van aartsbisschop Don López Fernández de Luna uit de 16e eeuw. De koepel, nog met Mudéjar-invloeden, gebouwd in de eerste drie decennia van de 16e eeuw om een Moorse koepel te vervangen.
- Barokarchitectuur: de toren.
- Neoclassicistische architectuur: de voorgevel en hoofdingang.

## Interieur

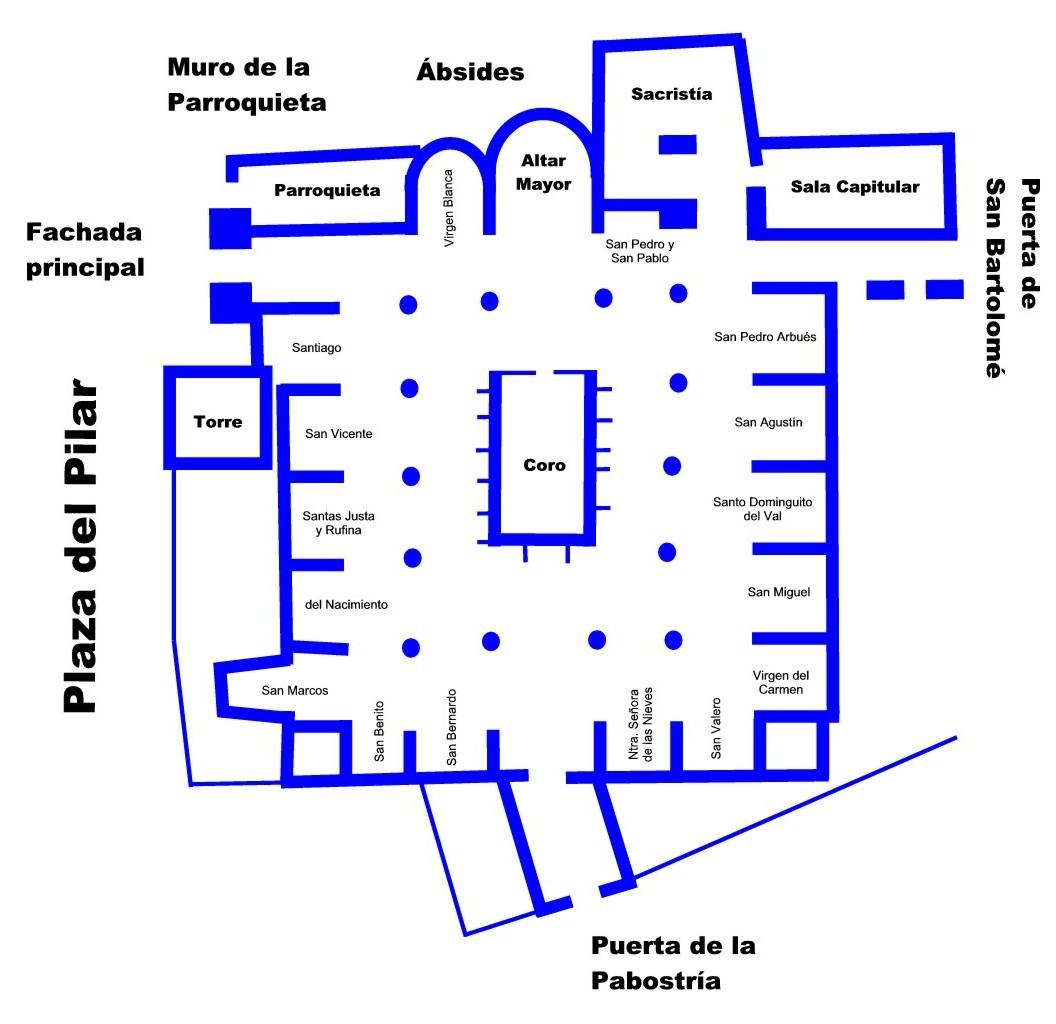
Plattegrond

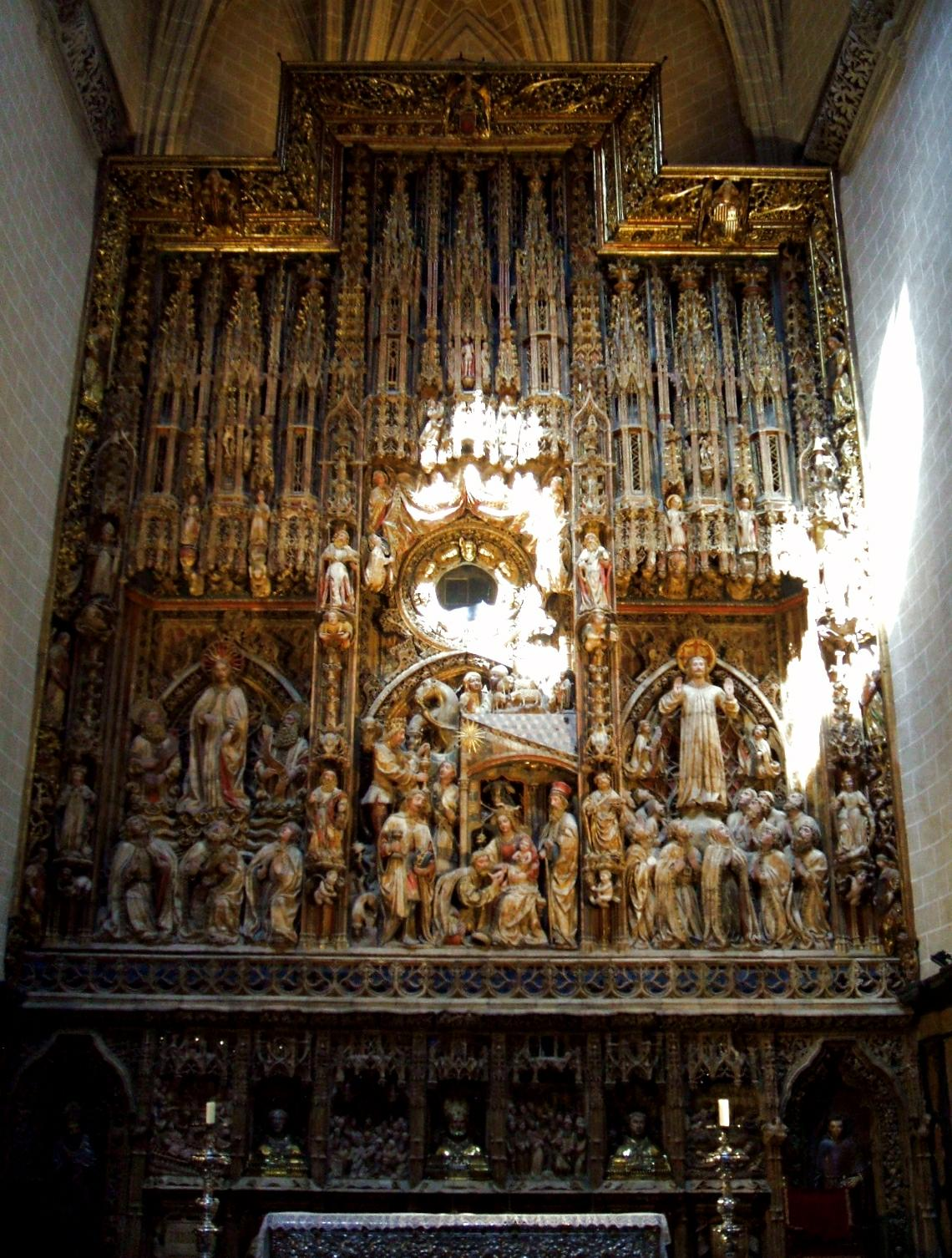
Altaarstuk boven het hoofdaltaar

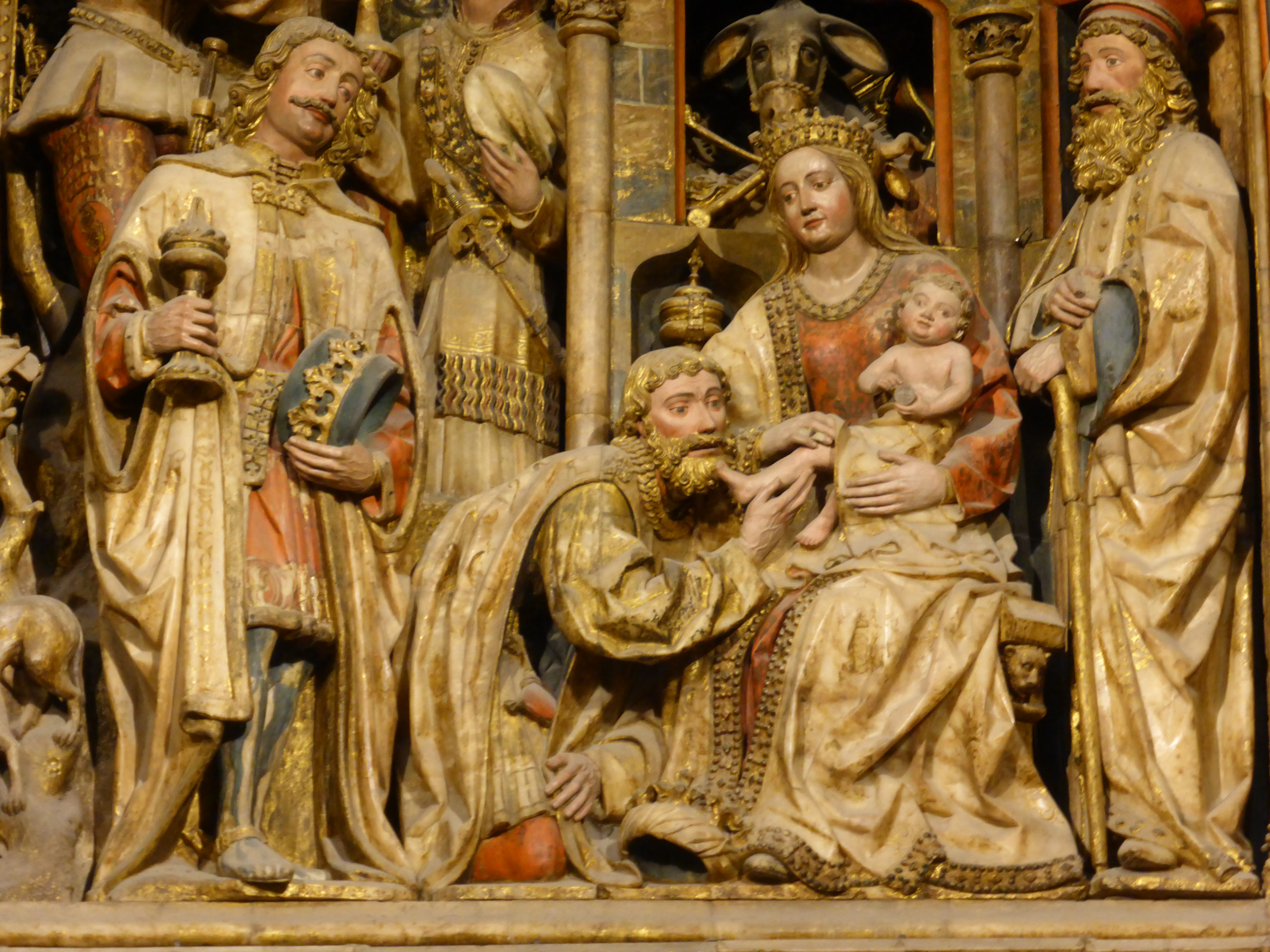
Centrale scène van het altaarstuk: aanbidding door de drie wijzen

### Kapellen
Langs drie zijden van de kerk bevinden zich in totaal 14 kapellen. Voorts is er de "Parroquieta" of begrafeniskapel, het hoofdaltaar in de apsis en de kapel van de blanke maagd in de tweede apsis.

### Koor
Het koor bestaat uit 117 eikenhouten zitplaatsen die gemaakt zijn door drie monniken. Het koor wordt omgeven door een bronzen afscheiding met beelden van houtsnijwerk met bladgoud gemaakt door Juan Ramírez. Aartsbisschop Dalmau Mir ligt hier begraven.
Het orgel bevat nog enkele delen van het gotisch orgel uit 1469, en pijpen uit de 15e tot de 18e eeuw. Het huidige orgel is het resultaat van de samenvoeging van de complexe historische delen, uitgevoerd in de jaren 1857-1859 door Pedro Roqués.
Achter het koor bevindt zich de kapel van de Heilige Christus, ontworpen door Arnau de Bruselas tegen het eind van de 16e eeuw. Het baldakijn van deze kapel wordt gedragen door zuilen van zwart marmer. De beelden in de kapel zijn gemaakt door Jerónimo Vallejo, Arnau de Bruselas en Juan Sanz de Tudelilla; de beeldengroep is een van de opmerkelijkste uit de Aragonese renaissance. Langs de zijkanten van het koor liggen nog acht kleine kapellen.

### Apsiden
- Kapel van de blanke maagd in de kleine apsis, met barokke altaardecoraties door Jusepe Martínez (1647), een kunstschilder uit Zaragoza. Albasten sculptuur van madonna met kind uit de 15e eeuw van de Franse beeldhouwer Fortaner de Uesques. Op de vloer grafstenen van enkele aartsbisschoppen uit de 16e en 17e eeuw.
- In de grote apsis bevindt zich het hoofdaltaar met een altaarstuk gemaakt van geschilderd albast, door diverse kunstenaars uit de periode 1434 tot 1480, met name Pere Johan, Francisco Gomar, en Hans van Zwaben. Dit altaarstuk is een van de topwerken van Europese gotische beeldhouwkunst.
- Petrus- en Pauluskapel. Houten altaarstukken met bladgoud, voorstellende scènes uit het leven van Petrus en Paulus.

## Afbeeldingen

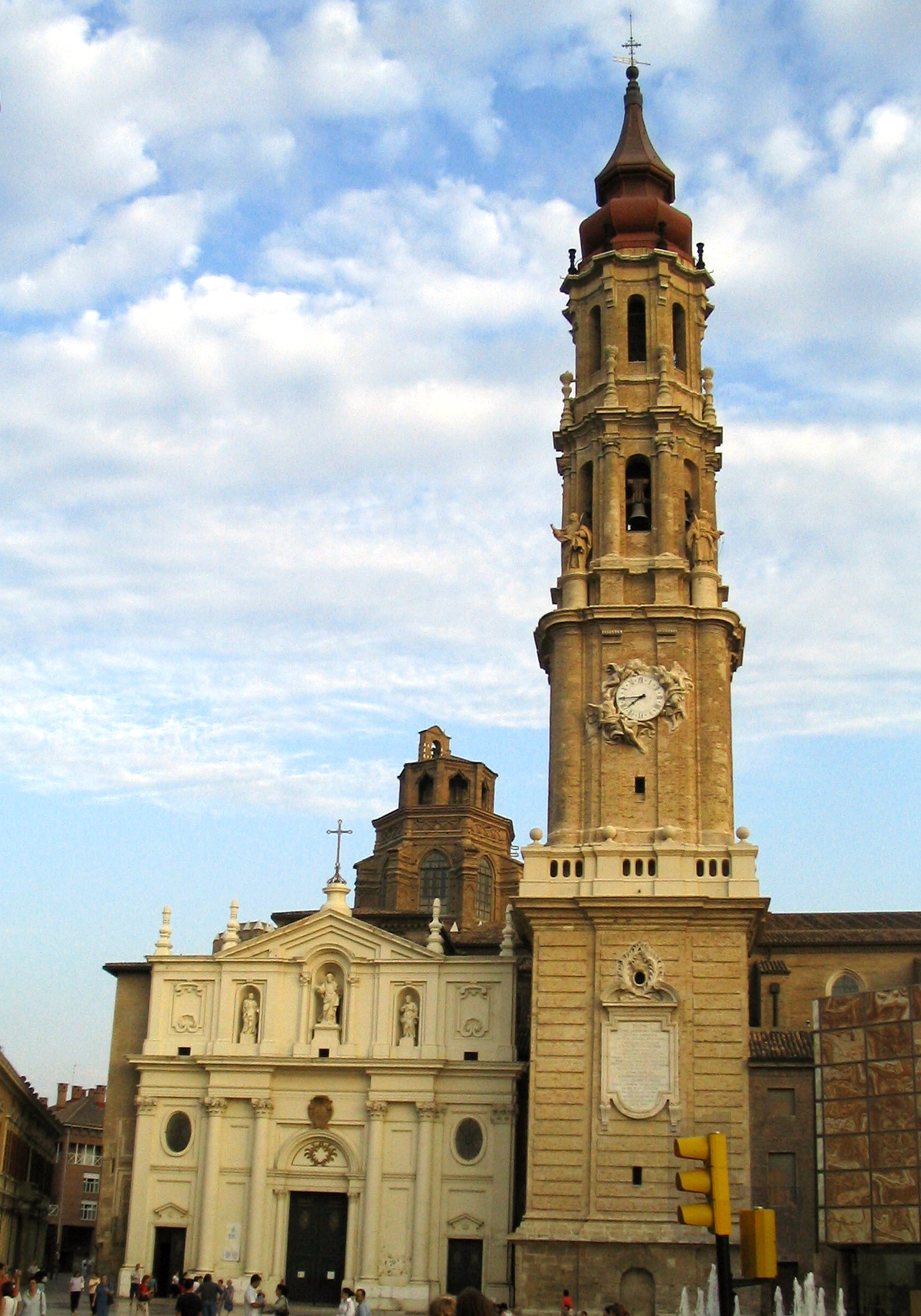
Façade, koepel en toren
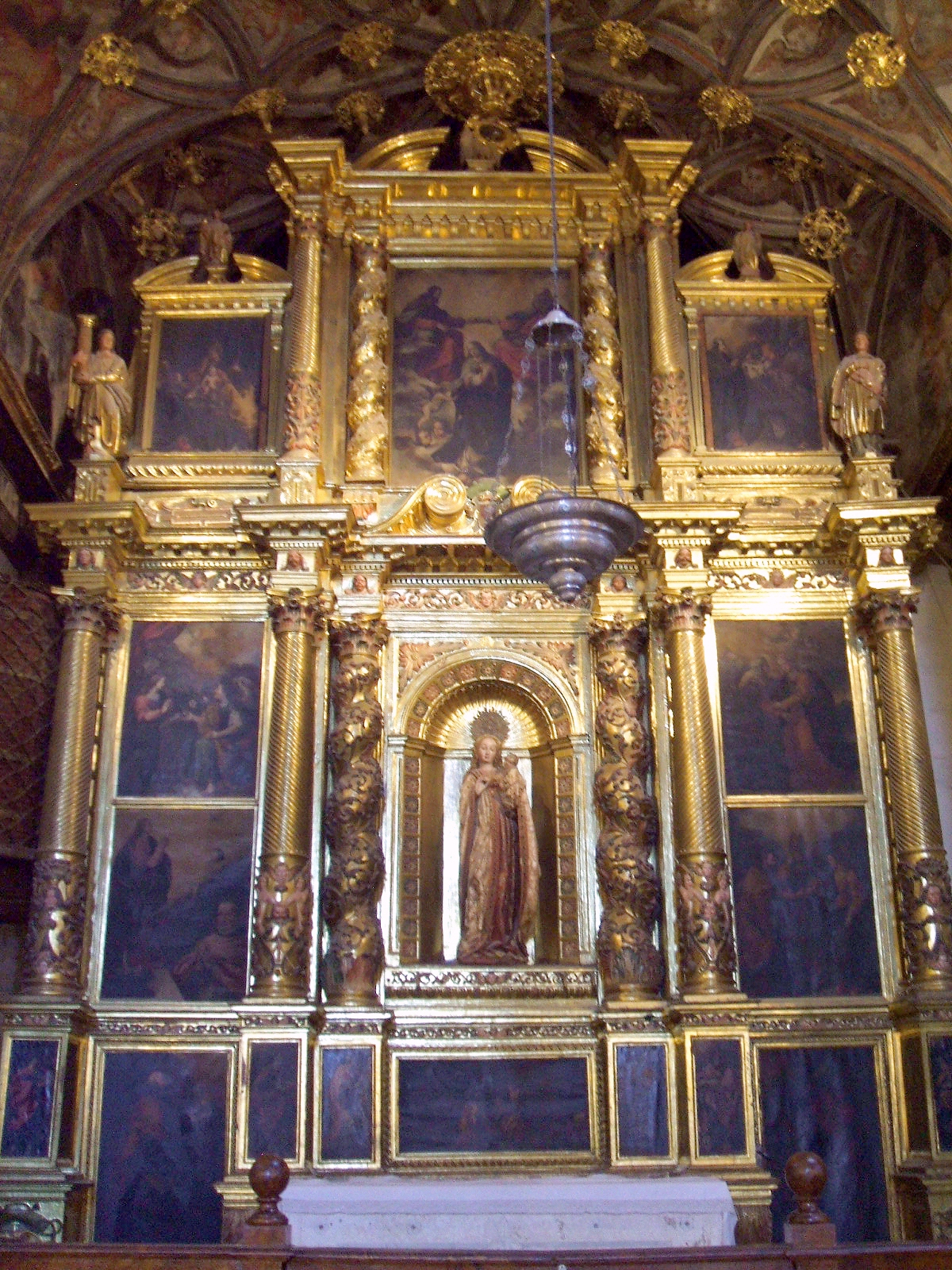
Kapel van de blanke (zuivere) maagd
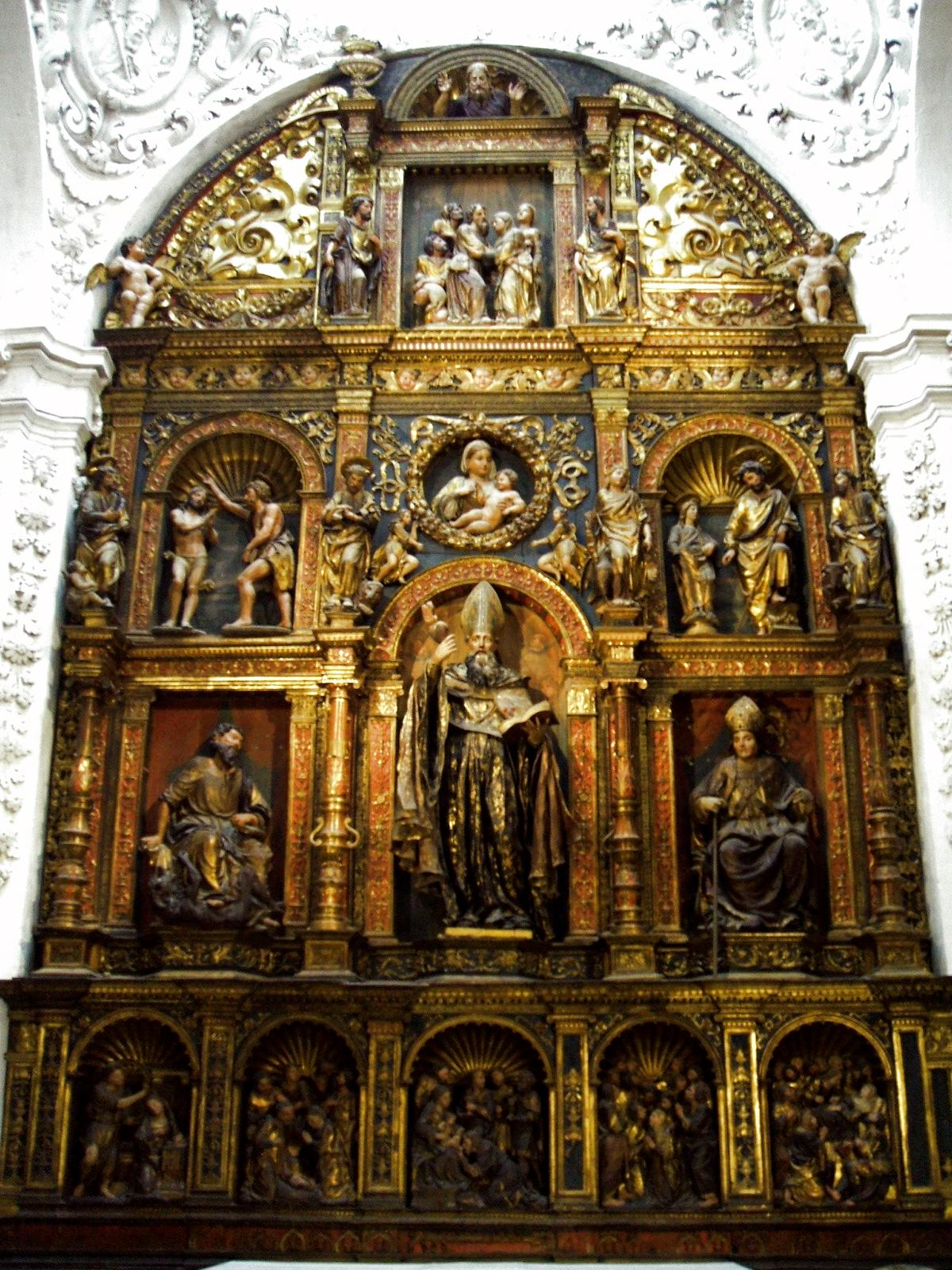
Altaarstuk in de Kapel de San Agustín
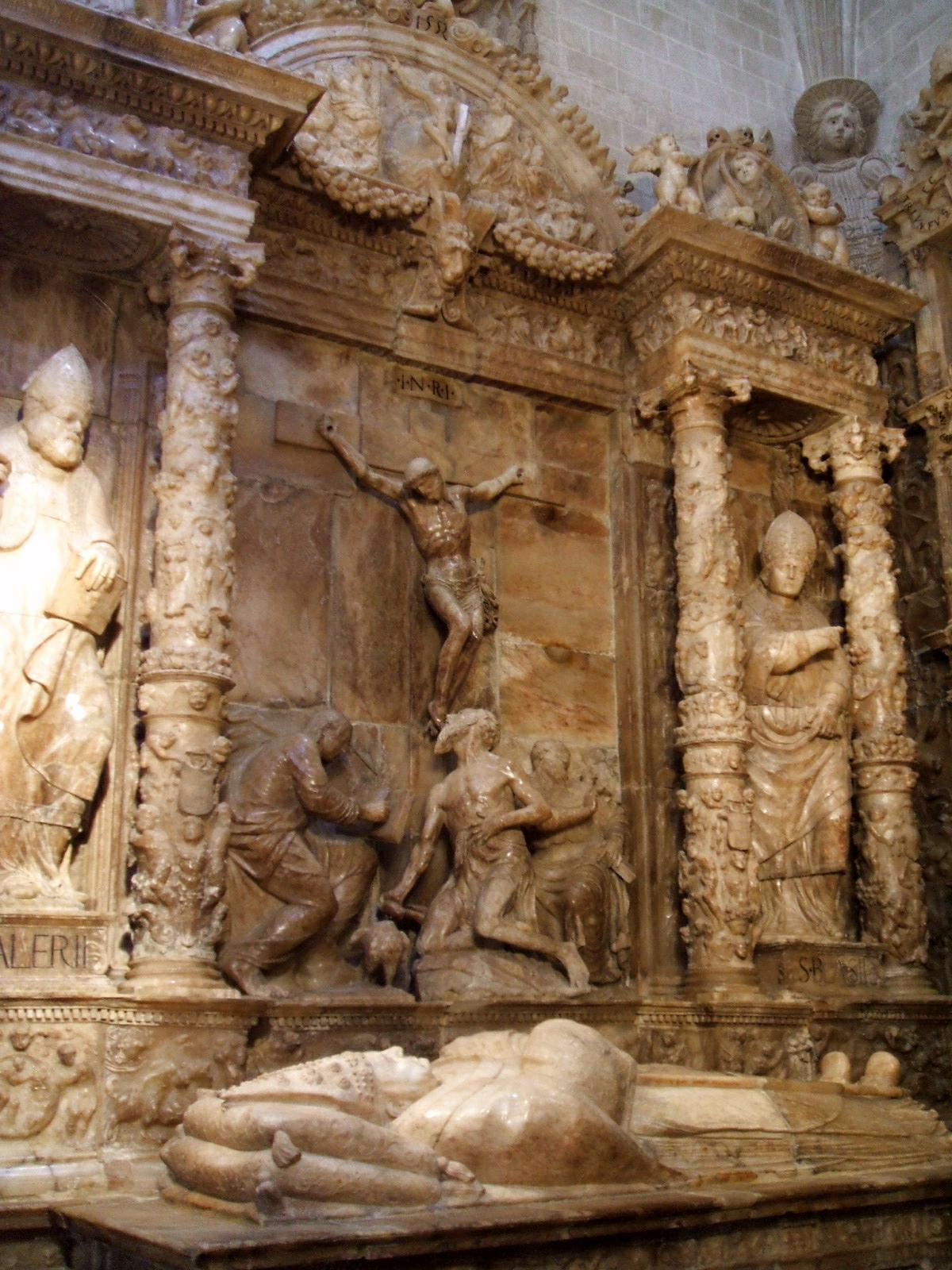
Albastenbeelden in renaissance-stijl in de kapel met de grafsteen van aartsbisschop Hernando de Aragón